# Carla Dejonghe
Carla Dejonghe, née le 25 août 1966 à Etterbeek est une femme politique belge bruxelloise, membre de l'OpenVLD.
Elle est agrégée en néerlandais, biologie et géographie de l'enseignement secondaire inférieur; enseignante de néerlandais (en congé politique).
Députée bruxelloise depuis 2004, elle pousse la liste OpenVLD aux élections régionales du 9 juin 2024. Elle récolte 856 voix de préférence mais n'est pas réélue.

## Fonctions politiques
- Membre du Parlement de la Région de Bruxelles-Capitale depuis le 29 juin 2004
- Conseillère communale à Woluwe-Saint-Pierre

## Décoration
- Officier de l'ordre de Léopold (2024)[2].